# Albert Jeruzalémský
Albert Jeruzalémský (1149 Parma – 14. září 1214 Akko) je světec katolické církve a biskup.

## Narození, mládí
Albert se narodil roku 1149 ve vznešené severoitalské rodině v městě Parma v Itálii. Tam absolvoval základní vzdělání i kněžský seminář u řeholních kanovníků a v mladém věku byl instalován kanovníkem v Morobě v opatství sv. Kříže. Roku 1184 byl vysvěcen na biskupa a přijal diecézi Bobbio. Brzy poté se přesunul do Vercelli.
Ve Vercelli setrval 20 let. Za tuto dobu dělal mimo jiné prostředníka při sporu papeže s římským císařem Fridrichem Barbarossou. Stal se rádcem papeže i panovníka a pro jeho radu se chodilo při různých světských i církevních sporech.

## Patriarcha jeruzalémský
V roce 1205 na žádost papeže převzal úřad latinského patriarchy Jeruzaléma. Od roku 1187 byl Jeruzalém opět po nějaké době v rukou Saracénů, místní křesťané potřebovali patriarchu.
Albert se v úřadě patriarchy osvědčil jako výborný diplomat. Nakonec si ho vážili i muslimové, kteří na něm obdivovali svatost života, inteligenci a komunikativnost.

## Přesídlení
Albert záhy přesídlil do Akkonu na severu Palestiny. Nedaleko odtud v jeskyních na hoře Karmel žila skupina poustevníků, kteří jej požádali, aby pro ně sestavil řeholní pravidla. Albert jim vyhověl, nicméně jím vypracovaná pravidla posléze papež zmírnil, protože se mu zdála být příliš tvrdá. Tato pravidla představovala vznik společenství dnes známého po celém světě jako karmelitáni.

## Smrt
Papež pozval Alberta na Čtvrtý lateránský koncil. Avšak dříve než mohl Albert odcestovat, byl 14. září 1214 byl zavražděn představeným řádu Špitálníku Ducha Svatého z Montpelier v pomstě za to, že jím byl onen kárán za nepravosti a z úřadu sesazen.
Jeho svátek slaví katolická církev 14. září.